# Нью-Балтимор (Огайо)
Нью-Балтимор (англ. New Baltimore) — переписна місцевість (CDP) в США, в окрузі Гамільтон штату Огайо. Населення — 1596 осіб (2020).

## Географія
Нью-Балтимор розташований за координатами 39°16′36″ пн. ш. 84°40′14″ зх. д. / 39.27667° пн. ш. 84.67056° зх. д. (39.276615, -84.670604).  За даними Бюро перепису населення США в 2010 році переписна місцевість мала площу 3,60 км², з яких 3,55 км² — суходіл та 0,04 км² — водойми.

## Демографія
Згідно з переписом 2010 року, у переписній місцевості мешкала 661 особа в 253 домогосподарствах у складі 170 родин. Густота населення становила 184 особи/км².  Було 299 помешкань (83/км²).
Расовий склад населення:
| - 96,4 % — білих - 0,5 % — чорних або афроамериканців - 0,2 % — азійців |

До двох чи більше рас належало 3,0 %. Частка іспаномовних становила 0,6 % від усіх жителів.
За віковим діапазоном населення розподілялося таким чином: 27,4 % — особи молодші 18 років, 62,8 % — особи у віці 18—64 років, 9,8 % — особи у віці 65 років та старші. Медіана віку мешканця становила 35,2 року. На 100 осіб жіночої статі у переписній місцевості припадало 94,4 чоловіків;  на 100 жінок у віці від 18 років та старших — 102,5 чоловіків також старших 18 років.
Середній дохід на одне домашнє господарство  становив 47 890 доларів США (медіана — 37 188), а середній дохід на одну сім'ю — 57 665 доларів (медіана — 57 083). За межею бідності перебувало 9,5 % осіб, у тому числі 3,2 % дітей у віці до 18 років та 0,0 % осіб у віці 65 років та старших.
Цивільне працевлаштоване населення становило 320 осіб. Основні галузі зайнятості: освіта, охорона здоров'я та соціальна допомога — 40,6 %, роздрібна торгівля — 12,5 %, будівництво — 12,2 %.